# The Flying Irishman
Pour plus de détails, voir Fiche technique et Distribution.
The Flying Irishman ou Born to Fly est un film américain réalisé par Leigh Jason, sorti en 1939.

## Synopsis
L'histoire du vol non autorisé de Douglas « Wrong Way » Corrigan (interprété par lui-même) entre les États-Unis et l'Irlande en 1938.

## Fiche technique
- Titre : The Flying Irishman
- Réalisation : Leigh Jason
- Scénario : Ernest Pagano et Dalton Trumbo
- Musique : Roy Webb
- Photographie : J. Roy Hunt
- Montage : Arthur Roberts
- Société de production : RKO Radio Pictures
- Société de distribution : RKO Radio Pictures (États-Unis)
- Pays :  États-Unis
- Genre : Biopic et drame
- Durée : 71 minutes
- Dates de sortie : 
  -  États-Unis : 7 avril 1939

## Distribution
- Douglas Corrigan : lui-même
- Paul Kelly : Butch Brannan
- Robert Armstrong : Joe Alden
- Gene Reynolds : Clyde « Douglas » Corrigan
- Donald MacBride : M. Roy Thompson
- Eddie Quillan : Henry Corrigan
- J. M. Kerrigan : M. Clyde Corrigan Sr.